# Natura 2000-område nr. 125 Vestlige del af Avernakø
Natura 2000-område nr. 125 Vestlige del af Avernakø  er et Natura 2000-område der ligger syd for Faaborg Fyn. Natura 2000-området har et areal på 124 hektar Det består af et habitatområde H 109. Naturpleje i området knytter sig til sikre de sammenhængende, lysåbne naturarealer og forbedre levestederne for klokkefrø.

## Områdebeskrivelse
Avernakø er en ø syd for Fyn, og den nordvestlige del består hovedsageligt af agerjord, strandeng og strandsøer med strandvolde, som efterhånden har afsnøret dele af havet. De to største strandsøer er Hovedsø og Skanodde Sø. Bag strandvoldene aflejres fint materiale, og her ses udbredte strandenge.
Natura 2000-området består af Habitatområde nr. H109 og
ligger i Faaborg-Midtfyn Kommune i Vandområdedistrikt Jylland og Fyn i vandplanopland Vandplan 1.15 Det sydfynske Øhav 

## Fredning
Tre af de 11 vandhuller der i 1956 blev fredet på Avernakø, med henblik på at bevare en lokal bestand af de sjældne klokkefrøer, ligger i Natura 2000-området.

## Eksterne kilder og henvisninger
1. ↑  "Vandplan 1.15 Det sydfynske Øhav" (PDF). Arkiveret fra originalen (PDF) 20. maj 2018. Hentet 12. august 2018.
2. ↑  Om fredningen på fredninger.dk

- Kort over området på miljoegis.mim.dk
- Naturplanen Arkiveret 12. august 2018 hos  Wayback Machine
- Basisanalysen 2016-21 Arkiveret 12. august 2018 hos  Wayback Machine